# Atletisme als Jocs Olímpics d'Estiu de 1924 - 400 metres tanques masculins
Els 400 metres tanques masculins va ser una de les proves del programa d'atletisme disputades durant els Jocs Olímpics de París de 1924. La prova es va disputar el 6 i 7 de juliol de 1924 i hi van prendre part 23 atletes de 13 nacions diferents.

## Medallistes
| Or                  | Plata            | Bronze           |
| Morgan Taylor (USA) | Erik Wilén (FIN) | Ivan Riley (USA) |

## Rècords
Aquests eren els rècords del món i olímpic que hi havia abans de la celebració dels Jocs Olímpics de 1924.
| Rècord del Món | 54.0    | Frank Loomis | Anvers (BEL)    | 16 d'agost de 1920 |
| Rècord del Món | 52.1(*) | Ivan Riley   | Ann Arbor (USA) | 31 de maig de 1924 |
| Rècord Olímpic | 54.0    | Frank Loomis | Anvers (BEL)    | 16 d'agost de 1920 |

(*) no ratificat per haver tocar un obstacle
Morgan Taylor guanyà els trials dels Estats Units amb un temps de 52.6", però durant la cursa tocà alguns dels obstacles, cosa no permesa segons les regles vigents en aquell moment. Li va passar el mateix en aquesta final, on repetí el temps de 52.6", cosa que va impedir que es ratifiqués el rècord del món. Erik Wilén, classificat en segona posició, emprà un estil similar i els seus 53.8" tampoc foren validats pel rècord del món, però sí pel rècord olímpic.

## Resultats

### Sèries
Les sèries es van disputar el 6 de juliol de 1924. Els dos millors de cada sèrie passaven a semifinal.
Sèrie 1
| Posició | Atleta                 | Temps | Qual. |
| ------- | ---------------------- | ----- | ----- |
| 1       | Charles Brookins (USA) | 54.8  | Q     |
| 2       | Humberto Lara (CHI)    | 56.5  | Q     |
| 3       | Philip MacDonald (CAN) | 56.8  |       |

Sèrie 2
| Posició | Atleta                | Temps | Qual. |
| ------- | --------------------- | ----- | ----- |
| 1       | Chan Coulter (USA)    | 55.0  | Q     |
| 2       | Erik Wilén (FIN)      | 55.3  | Q     |
| 3       | Louis Lundgren (DEN)  | 56.0  |       |
| 4       | Pierre Arnaudin (FRA) | DNF   |       |

Sèrie 3
| Posició | Atleta                 | Temps | Qual. |
| ------- | ---------------------- | ----- | ----- |
| 1       | Géo André (FRA)        | 56.0  | Q     |
| 2       | Henri Thorsen (DEN)    | 57.2  | Q     |
| 3       | Ioannis Talianos (GRE) | 58.0  |       |

Sèrie 4
| Posició | Atleta               | Temps | Qual. |
| ------- | -------------------- | ----- | ----- |
| 1       | Roger Viel (FRA)     | 57.2  | Q     |
| 2       | Martti Jukola (FIN)  | 57.7  | Q     |
| —       | Wilfrid Tatham (GBR) | 58.5  |       |

Sèrie 5
| Posició | Atleta                 | Temps | Qual. |
| ------- | ---------------------- | ----- | ----- |
| 1       | Morgan Taylor (USA)    | 55.8  | Q     |
| 2       | Fred Blackett (GBR)    | 56.9  | Q     |
| 3       | Enrique Thompson (ARG) | 57.0  |       |
| 4       | Richard Honner (AUS)   | 58.5  |       |
| 5       | André Foussard (FRA)   | 60.0  |       |

Sèrie 6
| Posició | Atleta                  | Temps | Qual. |
| ------- | ----------------------- | ----- | ----- |
| 1       | Ivan Riley (USA)        | 55.4  | Q     |
| 2       | Luigi Facelli (ITA)     | 56.4  | Q     |
| 3       | Jules Migeot (BEL)      | 56.7  |       |
| 4       | Warren Montabone (CAN)  |       |       |
| 5       | Oscar van Rappard (NED) |       |       |

### Semifinals
Les semifinals es van disputar el 6 de juliol de 1924. Els tres millors de cada semifinal passaven a la final.
Semifinal 1
| Posició | Atleta                 | Temps | Qual. |
| ------- | ---------------------- | ----- | ----- |
| 1       | Charles Brookins (USA) | 54.6  | Q     |
| 2       | Morgan Taylor (USA)    | 54.9  | Q     |
| 3       | Erik Wilén (FIN)       | 55.4  | Q     |
| 4       | Luigi Facelli (ITA)    | 55.6  |       |
| 5       | Roger Viel (FRA)       | 56.7  |       |
| 6       | Henri Thorsen (DEN)    | 57.3  |       |

Semifinal 2
| Posició | Atleta              | Temps | Qual. |
| ------- | ------------------- | ----- | ----- |
| 1       | Ivan Riley (USA)    | 56.6  | Q     |
| 2       | Géo André (FRA)     | 56.7  | Q     |
| 3       | Fred Blackett (GBR) | 58.4  | Q     |
| 4       | Chan Coulter (USA)  | 58.6  |       |
| 5       | Martti Jukola (FIN) | 58.6  |       |
| 6       | Humberto Lara (CHI) | 59.0  |       |

### Final
La final es va disputar el 7 de juliol de 1924.
Fred Blackett fou desqualificat per fer dues sortides nul·les. En finalitzar la cursa el temps de Morgan Taylor va ser rebutjat com a nou rècord mundial perquè havia tocat una tanca en superar-la, cosa no permesa segons les normes del moment. Charles Brookins, que havia creuat la línia de meta en segona posició, també fou desqualifica per trepitjar un altre carril. El temps d'Erik Wilén, classificat en segona posició, no fou validat pel rècord del món, però sí pel rècord olímpic.
| Posició | Atleta                 | Temps   |
| ------- | ---------------------- | ------- |
| 1       | Morgan Taylor (USA)    | 52.6    |
| 2       | Erik Wilén (FIN)       | 53.8 OR |
| 3       | Ivan Riley (USA)       | 54.2    |
| 4       | Géo André (FRA)        | 56.2    |
| —       | Charles Brookins (USA) | DSQ     |
| —       | Fred Blackett (GBR)    | DSQ     |